# Aschadí
Abu Nazar Abdolaziz ibn Mansur Aschadí fue un poeta persa del siglo X que desarrolló su arte en la corte del Imperio Gaznavida.

Originario de Merv, y según otras fuentes de Herat, fue un seguidor de la escuela de panegírico de Onsorí en Jorasán. 

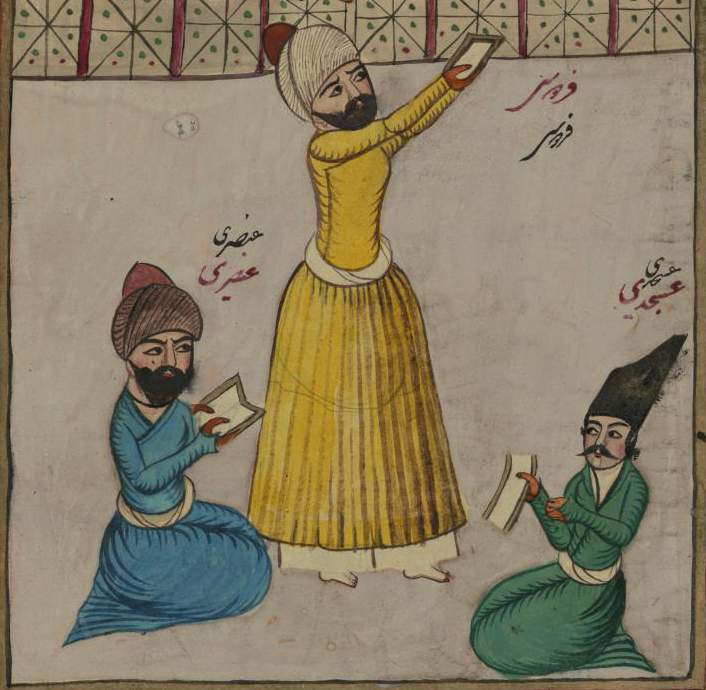
Miniaturas de la era Qajar de los poetas Ferdousí, Onsorí y Aschadí

Una cuarteta atribuida a Asjadi fue traducida por Edward Granville Browne de la siguiente manera: 
Me arrepiento del vino y hablo de vino,
De ídolos justos con amuletos como plata fina:
Un arrepentimiento labial y un corazón lujurioso...
¡Oh Dios, perdona esta penitencia mía!
Murió en el año 1040. 